# Železniční trať Děčín–Drážďany
Železniční trať Děčín–Drážďany je dvoukolejná elektrizovaná celostátní trať, která je součástí 1. koridoru. Trať vede prochází dvěma tunely, vede podél řeky Labe z Děčína přes Dolní Žleb do Bad Schandau a dále do Drážďan. Trať na hranici s Německem je nejníže položenou povrchovou tratí v ČR. V úseku Pirna–Dresden běží paralelně dvoukolejná trať Pirna–Coswig, která je využívána především pro provoz systému S-Bahn v Drážďanech.
Přeshraniční úsek Děčín – Bad Schandau byl do 13. prosince 2014 označen v jízdních řádech ČSD a ČD číslem 098 (dříve 9k), od 14. prosince 2014 byl začleněn do trati 083, v jízdním řádu DB číslem 247. Německý vnitrostatní úsek Schöna – Bad Schandau – Pirna – Dresden je nadto označen v jízdním řádu DB čísel 241.1 a 241.2

## Historie
Provoz byl zahájen v roce 1851. V sedmdesátých letech 20. století byla provedena elektrifikace z Drážďan až do Schöny, v roce 1987 i na území České republiky. V současné době (2014) je jedinou elektrifikovanou spojnicí mezi železničními sítěmi ČR a SRN.

## Navazující tratě

### Děčín hlavní nádraží
- Trať 081 Děčín hl. n. – Benešov nad Ploučnicí – Česká Kamenice – Jedlová – Rybniště – Krásná Lípa – Rumburk
- Trať 090 Vraňany – Hněvice – Roudnice nad Labem – Lovosice – Ústí nad Labem hl. n. – Děčín hl. n.
- Trať 132 Děčín hl. n. – Oldřichov u Duchcova

### Děčín-Prostřední Žleb
- Trať 073 Ústí nad Labem-Střekov – Děčín východ – Děčín-Prostřední Žleb

### Bad Schandau
- Trať Budyšín – Sebnitz – Bad Schandau (tzv. Sebnitztalbahn)

### Pirna
- Trať (Neustadt in Sachsen –) Dürrröhrsdorf – Pirna
- Trať Pirna – Dresden-Neustadt – Coswig (trať systému S-Bahn v Drážďanech)

### Heidenau
- Trať Heidenau – Altenberg (tzv. Müglitztalbahn)

### Dresden Hauptbahnhof
- Trať Dresden Hbf – Chemnitz – Werdau (též zv. Sachsen-Frankische Magistrale)
- Trať Dresden Hbf – Dresden-Friedrichstadt – Elsterwerda – Berlin

### Dresden-Neustadt
- Trať Görlitz – Bautzen – Dresden-Neustadt
- Trať Leipzig – Riesa – Dresden-Neustadt

## Současná doprava
- vlaky EuroCity a InterCity relace (Hamburk –) Berlín – Drážďany – Praha (– Budapešť / Vídeň)
- noční vlaky EuroNight a CityNightLine
- osobní vlaky linek U28 a RE20 systému RegioTakt Ústecký kraj
- osobní vlaky linkek S1 a S2 systému S-Bahn v Drážďanech
- nákladní vlaky